# Albert Lottin
Albert-Nicolas Lottin (Parijs, 29 augustus 2001) is een Frans voetballer van Kameroense afkomst die doorgaans als centrale middenvelder speelt.

## Clubcarrière
Lottin speelde in de jeugd van Girondins de Bordeaux, waar hij van 2018 tot 2020 ook in het tweede elftal speelde. Hij debuteerde voor Girondins de Bordeaux in de Ligue 1 op 5 april 2019, in de met 2-0 gewonnen thuiswedstrijd tegen Olympique Marseille. Hij kwam na 85 minuten in het veld voor François Kamano.
In september 2020 vertrok Lottin naar FC Utrecht, waar hij een contract tot medio 2023 tekende. In het contract werd eveneens een optie voor een extra seizoen opgenomen. Lottin zou eerst aansluiten bij Jong FC Utrecht, uitkomend in de Eerste divisie. Zijn debuut voor het beloftenelftal maakte hij enkele dagen later op 11 september 2020 in de met 0-1 gewonnen uitwedstrijd tegen FC Volendam. Door onbekende redenen zat Lottin vervolgens zo'n tweeënhalve maand niet bij de westrijdselectie. In de opvolgende periode speelde hij echter wel een groter aantal wedstrijden en kwam hij tot achttien wedstrijden in zijn eerste seizoen. In het seizoen 2021/22 speelde hij 27 wedstrijden voor Jong FC Utrecht.
In de voorbereiding op het seizoen 2022/23 kreeg Lottin regelmatig de kans bij het eerste elftal. En in de eerste speelronde van dat seizoen zat hij voor het eerst bij de wedstrijdselectie van FC Utrecht. In de tweede speelronde maakte hij op 13 augustus 2022 in de thuiswedstrijd tegen SC Cambuur (0-0 gelijkspel) zijn debuut voor FC Utrecht. Vanaf dat moment zat Lottin afwisselend bij de selecties van Jong FC Utrecht en FC Utrecht. In de winterstop van het seizoen 2022/23 ging Lottin, samen met Moussa Sylla, niet mee op trainingskamp. Daarbij kregen zij te horen dat ze de mogelijkheid kregen om hun opties voor de tweede seizoenshelft te bekijken. Dit resulteerde er begin februari 2023 in dat het contract tussen Lottin en de club vroegtijdig werd ontbonden.
Na een periode bij het Griekse Panachaiki GE, waar hij zeven wedstrijden voor speelde, tekende Lottin eind februari 2024 bij het Spaanse CD Castellón. Daar trof hij Jozhua Vertrouwd, die in augustus 2023 een transfer maakte van FC Utrecht richting CD Castellón en met wie Lottin bij Jong FC Utrecht een bepaalde periode samen heeft gespeeld.

## Clubstatistieken

### Beloften
| Seizoen                        | Club                     | Competitie             | Competitie | Competitie | Overig | Overig | Totaal | Totaal |
| Seizoen                        | Club                     | Competitie             | Wed.       | Dlp.       | Wed.   | Dlp.   | Wed.   | Dlp.   |
| ------------------------------ | ------------------------ | ---------------------- | ---------- | ---------- | ------ | ------ | ------ | ------ |
| 2018/19                        | Girondins de Bordeaux II | Championnat National 2 | 15         | 0          | 0      | 0      | 15     | 0      |
| 2019/20                        | Girondins de Bordeaux II | Championnat National 3 | 5          | 0          | 0      | 0      | 5      | 0      |
| 2020/21                        | Jong FC Utrecht          | Eerste divisie         | 18         | 1          | 0      | 0      | 18     | 1      |
| 2021/22                        | Jong FC Utrecht          | Eerste divisie         | 27         | 0          | 0      | 0      | 27     | 0      |
| 2022/23                        | Jong FC Utrecht          | Eerste divisie         | 9          | 2          | 0      | 0      | 9      | 2      |
| Carrière totaal                | Carrière totaal          | Carrière totaal        | 74         | 3          | 0      | 0      | 74     | 3      |
| Bijgewerkt op 24 februari 2024 |                          |                        |            |            |        |        |        |        |

### Senioren
| Seizoen                        | Club                  | Competitie         | Competitie | Competitie | Beker | Beker | Internationaal | Internationaal | Overig | Overig | Totaal | Totaal |
| Seizoen                        | Club                  | Competitie         | Wed.       | Dlp.       | Wed.  | Dlp.  | Wed.           | Dlp.           | Wed.   | Dlp.   | Wed.   | Dlp.   |
| ------------------------------ | --------------------- | ------------------ | ---------- | ---------- | ----- | ----- | -------------- | -------------- | ------ | ------ | ------ | ------ |
| 2018/19                        | Girondins de Bordeaux | Ligue 1            | 2          | 0          | 0     | 0     | –              | –              | 0      | 0      | 2      | 0      |
| 2019/20                        | Girondins de Bordeaux | Ligue 1            | 1          | 0          | 0     | 0     | –              | –              | 0      | 0      | 1      | 0      |
| 2022/23                        | FC Utrecht            | Eredivisie         | 1          | 0          | 0     | 0     | –              | –              | 0      | 0      | 1      | 0      |
| 2023/24                        | Panachaiki GE         | Super League 2     | 7          | 0          | 0     | 0     | –              | –              | 0      | 0      | 7      | 0      |
| 2023/24                        | CD Castellón          | Primera Federación | 0          | 0          | 0     | 0     | –              | –              | 0      | 0      | 0      | 0      |
| Carrière totaal                | Carrière totaal       | Carrière totaal    | 11         | 0          | 0     | 0     | –              | –              | 0      | 0      | 11     | 0      |
| Bijgewerkt op 24 februari 2024 |                       |                    |            |            |       |       |                |                |        |        |        |        |